# Fróðárheiði
Fróðárheiði è sia un altopiano che una strada di passaggio nella zona occidentale dell'Islanda. Il punto più alto è il Rjúpnaborgir, situato ad un'altitudine di 361 metri sul livello del mare.
Il passo si trova nella parte occidentale della penisola di Snæfellsnes. La strada sopra collega Búðir a sud con Ólafsvík a nord.

## Vecchia strada attraverso il Fróðárheiði
Un antico percorso di collegamento attraversava le montagne all'incirca in questo punto fin dall'inizio dello Stato libero islandese. Nonostante la sua esposizione, veniva usato frequentemente perché a Búðir esisteva un importante centro commerciale nel sud di Snæfellsnes. Vicino alla montagna Mælifell, una montagna di liparite vicino a Búðir, dove la strada inizia a sud, ad esempio sono ben riconoscibili i resti delle vecchie vie di collegamento.
Il percorso era ben noto. Da un lato, la zona è una delle più burrascose del paese in inverno. D'altra parte, era facile perdersi nella nebbia, nuvole o tempeste di neve e poi schiantarsi sulle vicine scogliere di Knarrarklettir.
La superstizione copriva l'area con molte leggende su fantasmi e mostri che dovevano essere qui residenti, una delle quali sarebbe dovuta vivere nel lago Valavatn.

## La odierna strada 54
La strada del passo fa parte dello Snæfellsnesvegurs 54 e oggi è ben sviluppata.
Essa inizia un po' a ovest di Búðir e conduce su una ripida salita sul pendio orientale del monte Axlahyrna fino alla collina. Al Rjúpnaborgir, raggiunge il suo punto più alto a 361 m e poi lentamente ritorna nella valle, passando una capanna di emergenza e un impianto di risalita. Situato a ovest della strada si trova il famigerato burrone Draugagil.
Sulla strada per Ólafsvík si attraversa quindi un'area un po' 'paludosa, che produce una buona alimentazione.  Nel lago di Valavatn possono essere pescate le trote.
In inverno, tuttavia, le persone spesso preferiscono ancora oggi fare una deviazione piuttosto che attraversare Heiði.